# La prima cosa bella
A Primeira Coisa Bela (na Itália: La prima cosa bella) é um filme de comédia dramática lançado em 15 de janeiro de 2010. O filme contém no elenco Micaela Ramazzotti, Valerio Mastandrea, Claudia Pandolfi e Stefania Sandrelli, dirigido por Paolo Virzì e produzido pelas empresas Medusa Film, Motorino Amaranto e Indiana Production. As filmagens do longa começaram em 11 de maio de 2009.

## Sinopse
O filme conta a história da família Michelucci, a partir dos anos 1970 até os dias atuais: o personagem central é a belíssima Anna (Micaela Ramazzotti), mãe, animada frívola e às vezes constrangedora de Bruno (Giacomo Bibbiani) e Valeria (Aurora Frasca). Tudo começa no Verão de 1971, no concurso anual de beleza Verão realizado em um estabelecimento de Livorno. Anna é inesperadamente coroada como a "Miss Mamãe Verão 1971", sem querer, mexendo no ciúme violento de seu marido. Desde então, o caos atinge a família e para Anna, Bruno e sua irmã Valeria, é o início de uma aventura que terminará somente trinta anos depois. Bruno acaba vivendo em Milão depois de conseguir escapar de Livorno e de sua mãe. Ele voltará para sua cidade natal no final do filme para estar ao lado de sua mãe durante os seus últimos dias.

## Elenco
- Micaela Ramazzotti como Anna Michelucci da giovane
- Stefania Sandrelli como Anna Michelucci
- Valerio Mastandrea como Bruno Michelucci (adulto)
- Claudia Pandolfi como Valeria Michelucci (adulta)
- Marco Messeri como Loredano Nesi, detto Loriano
- Dario Ballantini como o advogado Cenerini
- Paolo Ruffini como Cristiano Cenerini
- Isabelle Adriani como Giuliana Cenerini
- Aurora Frasca como Valeria Michelucci (criança)
- Giacomo Bibbiani como Bruno Michelucci (criança)
- Giulia Burgalassi como Valeria Michelucci (adolescente)
- Francesco Rapalino como Bruno Michelucci (adolescente)
- Isabella Cecchi como Leda Nigiotti
- Fabrizio Brandi como Giancarlo Barbacci
- Diego Salvadori como Aldo Barbacci
- Alessio Silipo como Sergio Barbacci
- Sergio Albelli como Mario Michelucci
- Fabrizia Sacchi como Sandra
- Emanuele Barresi como Lenzi
- Roberto Rondelli como Armando Mansani

## Trilha sonora
A trilha sonora do filme é composta de músicas em italiano lançado em 5 de janeiro de 2010 pela gravadora R.T.I. sob o formato Compact Disc (CD).

### Faixas
| CD             |                                        |                                |         |  |
| N.º            | Título                                 | Música                         | Duração |  |
| 1.             | "Bruno (Bruno sul prato)"              | Carlo Virzì & B.I.M. Orchestra | 2:01    |  |
| 2.             | "Tema di livorno"                      | Carlo Virzì & B.I.M. Orchestra | 1:41    |  |
| 3.             | "La prima cosa bella"                  | Nicola Di Bari                 |         |  |
| 4.             | "Tema della famiglia"                  | Carlo Virzì & B.I.M. Orchestra | 2:42    |  |
| 5.             | "Il conte"                             | Carlo Virzì & B.I.M. Orchestra | 4:25    |  |
| 6.             | "Tema di Livorno (babbo all’ospedale)" | Carlo Virzì & B.I.M. Orchestra | 2:00    |  |
| 7.             | "Tema di Livorno (Montenero)"          | Carlo Virzì & B.I.M. Orchestra | 1:19    |  |
| 8.             | "Tema di Anna"                         | Carlo Virzì & B.I.M. Orchestra | 4:04    |  |
| 9.             | "Tema della famiglia"                  | Carlo Virzì & B.I.M. Orchestra | 1:39    |  |
| 10.            | "I Cenerini"                           | Carlo Virzì & B.I.M. Orchestra | 1:33    |  |
| 11.            | "Tema di Livorno (troppi strapazzi)"   | Carlo Virzì & B.I.M. Orchestra | 1:52    |  |
| 12.            | "21st century boy"                     | Bad Love Experience            |         |  |
| 13.            | "Knowing of the things I’ve known"     | Bad Love Experience            |         |  |
| 14.            | "The days"                             | Bad Love Experience            |         |  |
| 15.            | "Le sorgenti"                          | Carlo Virzì & B.I.M. Orchestra | 2:38    |  |
| 16.            | "I miei ieri"                          | I Pumi                         |         |  |
| 17.            | "Tema di Anna (babbo sui fossi)"       | Carlo Virzì & B.I.M. Orchestra | 0:56    |  |
| 18.            | "Bruno (fratelli)"                     | Carlo Virzì & B.I.M. Orchestra | 0:58    |  |
| Duração total: | Duração total:                         | Duração total:                 | 45:08   |  |

## Prêmios e nomeações
O filme recebeu 18 indicações para o David di Donatello 2010, incluindo os de melhor filme, melhor diretor e melhor ator, ganhando três prêmios de roteiro (Paolo Virzì, Francesco Bruni, Francesco Piccolo) de atriz principal (Micaela Ramazzotti) e ator (Valerio Mastandrea). Ele obteve 10 nomeações para fita de prata 2010, ganhando quatro prêmios de melhor diretor de filme Paolo Virzì, melhor roteiro, melhor atriz coadjuvante Micaela Ramazzotti e Stefania Sandrelli e melhor traje Gabriella Pescucci. O filme foi nomeado para a European Film Award de melhor diretor. Ele foi selecionado como Melhor Filme Estrangeiro no Óscar de 2011, mas não fez parte da lista final. O filme foi exibido em alguns festivais internacionais, incluindo a Open Roads em Nova Iorque no Shanghai International Film Festival no Annecy Cinéma Italien Film Festival e no NICE Italian Film Festival em San Francisco.